# Copa ULEB 2009-10
La Copa ULEB 2009-10 és la vuitena edició de la segona competició europea de clubs de basquetbol a Europa. L'organització de l'esdeveniment va a càrrec de la Unió de Lligues Europees de Basquetbol.

## Fase Prèvia

### Primera Ronda de classificació
20 i 27 d'octubre de 2009.
| Partit | Equip 1            | Resultat global | Equip 2             | Resultat anada | Resultat tornada |
| ------ | ------------------ | --------------- | ------------------- | -------------- | ---------------- |
| 1      | MyGuide Amsterdam  | 112:141         | MBC Dínamo Moscou   | 64:63          | 48:78            |
| 2      | Dexia Mons-Hainaut | 139:142         | Pamesa València     | 78:63          | 61:79            |
| 3      | WBC Kraftwerk Wels | 155:169         | Besiktas Cola Turka | 74:69          | 81:100           |
| 4      | BK VEF Riga        | 158:168         | Panellinios BC      | 79:94          | 79:74            |
| 5      | Brose Baskets      | 129:128         | KK Budućnost        | 64:61          | 65:67            |
| 6      | BC Donetsk         | 150:153         | Iurbentia Bilbao    | 71:63          | 79:90            |
| 7      | APOEL BC           | 139:140         | Bancatercas Teramo  | 77:63          | 62:77            |
| 8      | Chorale Roanne     | 162:169         | Hapoel Jerusalem    | 83:81          | 79:88            |

## Fase Regular

### Grup A
|    | Equip              | J | G | P | PF  | PC  | Dif |
| -- | ------------------ | - | - | - | --- | --- | --- |
| 1. | ALBA Berlín        | 6 | 5 | 1 | 463 | 459 | +40 |
| 2. | Galatasaray SK     | 6 | 3 | 3 | 525 | 519 | +6  |
| 3. | Bancatercas Teramo | 6 | 2 | 4 | 480 | 482 | -2  |
| 4. | Azovmaix Mariúpol  | 6 | 2 | 4 | 496 | 504 | -8  |

### Grup B
|    | Equip                 | J | G | P | PF  | PC  | Dif |
| -- | --------------------- | - | - | - | --- | --- | --- |
| 1. | Power Elec. València  | 6 | 5 | 1 | 420 | 411 | +9  |
| 2. | Le Mans Sarthe Basket | 6 | 3 | 3 | 482 | 445 | +37 |
| 3. | Triumph Lyubertsy     | 6 | 3 | 3 | 430 | 473 | -43 |
| 4. | KK Hemofarm           | 6 | 1 | 5 | 477 | 480 | -3  |

### Grup C
|    | Equip             | J | G | P | PF  | PC  | Dif |
| -- | ----------------- | - | - | - | --- | --- | --- |
| 1. | Aris Thessaloniki | 6 | 5 | 1 | 492 | 450 | +42 |
| 2. | Hapoel Jerusalem  | 6 | 3 | 3 | 503 | 487 | +16 |
| 3. | KK Zadar          | 6 | 3 | 3 | 500 | 486 | +14 |
| 4. | KK Šiauliai       | 6 | 1 | 5 | 494 | 566 | -72 |

### Grup D
|    | Equip                | J | G | P | PF  | PC  | Dif |
| -- | -------------------- | - | - | - | --- | --- | --- |
| 1. | UNICS Kazan          | 6 | 5 | 1 | 498 | 421 | +77 |
| 2. | DKV Joventut         | 6 | 5 | 1 | 485 | 457 | +28 |
| 3. | Besiktas Cola Turka  | 6 | 1 | 5 | 499 | 578 | -79 |
| 4. | Telekom Baskets Bonn | 6 | 1 | 5 | 446 | 472 | -26 |

### Grup E
|    | Equip                      | J | G | P | PF  | PC  | Dif |
| -- | -------------------------- | - | - | - | --- | --- | --- |
| 1. | Iubentia Bilbao            | 6 | 6 | 0 | 510 | 432 | +78 |
| 2. | Türk Telekom BK            | 6 | 3 | 3 | 479 | 452 | +27 |
| 3. | BK Spartak Sant Petersburg | 6 | 3 | 3 | 456 | 462 | -6  |
| 4. | Spirou Charleroi           | 6 | 0 | 6 | 384 | 483 | -99 |

### Grup F
|    | Equip             | J | G | P | PF  | PC  | Dif |
| -- | ----------------- | - | - | - | --- | --- | --- |
| 1. | Red Star Belgrade | 6 | 5 | 1 | 498 | 452 | +46 |
| 2. | Benetton Treviso  | 6 | 4 | 2 | 494 | 475 | +19 |
| 3. | Cholet Basket     | 6 | 3 | 3 | 442 | 438 | +4  |
| 4. | MBC Dínamo Moscou | 6 | 0 | 6 | 430 | 499 | -69 |

### Grup G
|    | Equip               | J | G | P | PF  | PC  | Dif |
| -- | ------------------- | - | - | - | --- | --- | --- |
| 1. | Panellinios BC      | 6 | 4 | 2 | 457 | 415 | +42 |
| 2. | Kalise Gran Canaria | 6 | 4 | 2 | 425 | 416 | +9  |
| 3. | SLUC Nancy          | 6 | 3 | 3 | 445 | 444 | +1  |
| 4. | Turów Zgorzelec     | 6 | 1 | 5 | 444 | 496 | -52 |

### Grup H
|    | Equip            | J | G | P | PF  | PC  | Dif  |
| -- | ---------------- | - | - | - | --- | --- | ---- |
| 1. | ČEZ Nymburk      | 6 | 4 | 2 | 469 | 405 | +64  |
| 2. | Brose Baskets    | 6 | 4 | 2 | 495 | 422 | +73  |
| 3. | Lauretana Biella | 6 | 4 | 2 | 460 | 437 | +23  |
| 4. | BK Ventspils     | 6 | 0 | 6 | 346 | 506 | -160 |

## Top 16

### Grup I
|    | Equip                 | J | G | P | PF  | PC  | Dif |
| -- | --------------------- | - | - | - | --- | --- | --- |
| 1. | ALBA Berlín           | 6 | 4 | 2 | 419 | 409 | +10 |
| 2. | Aris Thessaloniki     | 6 | 3 | 3 | 447 | 407 | +40 |
| 3. | DKV Joventut          | 6 | 3 | 3 | 408 | 431 | -23 |
| 4. | Le Mans Sarthe Basket | 6 | 2 | 4 | 420 | 447 | -27 |

### Grup J
|    | Equip                | J | G | P | PF  | PC  | Dif |
| -- | -------------------- | - | - | - | --- | --- | --- |
| 1. | Power Elec. València | 6 | 5 | 1 | 487 | 465 | +22 |
| 2. | Hapoel Jerusalem     | 6 | 4 | 2 | 507 | 480 | +27 |
| 3. | UNICS Kazan          | 6 | 3 | 3 | 477 | 484 | -7  |
| 4. | Galatasaray SK       | 6 | 0 | 6 | 526 | 568 | -42 |

### Grup K
|    | Equip            | J | G | P | PF  | PC  | Dif |
| -- | ---------------- | - | - | - | --- | --- | --- |
| 1. | Iubentia Bilbao  | 6 | 4 | 2 | 447 | 400 | +47 |
| 2. | Panellinios BC   | 6 | 4 | 2 | 462 | 457 | +5  |
| 3. | Benetton Treviso | 6 | 2 | 4 | 450 | 460 | -10 |
| 4. | Brose Baskets    | 6 | 2 | 4 | 410 | 452 | -42 |

### Grup L
|    | Equip               | J | G | P | PF  | PC  | Dif |
| -- | ------------------- | - | - | - | --- | --- | --- |
| 1. | Kalise Gran Canaria | 6 | 4 | 2 | 440 | 431 | +9  |
| 2. | ČEZ Nymburk         | 6 | 3 | 3 | 447 | 446 | +1  |
| 3. | Red Star Belgrade   | 6 | 3 | 3 | 440 | 426 | +14 |
| 4. | Türk Telekom BK     | 6 | 2 | 4 | 474 | 498 | -24 |

## Quarts de Final
|   | Equip 1              | Resultat global | Equip 2           | Resultat anada | Resultat tornada |
| - | -------------------- | --------------- | ----------------- | -------------- | ---------------- |
| 1 | ALBA Berlín          | 133-128         | Hapoel Jerusalem  | 61-67          | 72-59            |
| 2 | Power Elec. València | 156-131         | Aris Thessaloniki | 71-64          | 85-67            |
| 3 | Iubentia Bilbao      | 105-99          | ČEZ Nymburk       | 59-47          | 46-52            |
| 4 | Kalise Gran Canaria  | 145-149         | Panellinios BC    | 70-81          | 75-68            |

## Final Four
|  | Semifinals           | Semifinals           |    |  | Final                | Final |  |
|  |                      |                      |    |  |                      |       |  |
|  | 17 d'abril – Vitòria |                      |    |  |                      |       |  |
|  | ALBA Berlín          | 77                   |    |  |                      |       |  |
|  | Iubentia Bilbao      | 70                   |    |  |                      |       |  |
|  |                      |                      |    |  |                      |       |  |
|  |                      |                      |    |  | 18 d'abril – Vitòria |       |  |
|  |                      |                      |    |  | ALBA Berlín          | 44    |  |
|  |                      | Power Elec. València | 67 |  |                      |       |  |
|  |                      |                      |    |  |                      |       |  |
|  |                      |                      |    |  |                      |       |  |
|  |                      |                      |    |  |                      |       |  |
|  | 17 d'abril – Vitòria |                      |    |  |                      |       |  |
|  | Power Elec. València | 92                   |    |  |                      |       |  |
|  | Panellinios BC       | 80                   |    |  |                      |       |  |

### Semifinals
|   | Equip 1              | Resultat | Equip 2         |
| - | -------------------- | -------- | --------------- |
| 1 | ALBA Berlín          | 77-70    | Iubentia Bilbao |
| 2 | Power Elec. València | 92-80    | Panellinios BC  |

### Final
|   | Equip 1     | Resultat | Equip 2              |
| - | ----------- | -------- | -------------------- |
| 1 | ALBA Berlín | 44-67    | Power Elec. València |